# داركو لازوفيتش
داركو لازوفيتش (بالصربية: Дарко Лазовић)‏ هو لاعب كرة قدم صربي في مركز نصف الجناح، ولد في 15 سبتمبر 1990 في تشاتشاك في صربيا. شارك مع منتخب صربيا تحت 21 سنة لكرة القدم ومنتخب صربيا لكرة القدم. أما مع النوادي، فقد لعب مع النجم الأحمر بلغراد ونادي جنوى.

## وصلات خارجية
- داركو لازوفيتش على موقع الاتحاد الدولي (مؤرشف)  (الإنجليزية)
- داركو لازوفيتش على موقع الاتحاد الأوربي (الإنجليزية)
- داركو لازوفيتش على موقع قاعدة بيانات كرة القدم.إي يو (الإنجليزية)
- داركو لازوفيتش على موقع ناشيونال فوتبول تيمز (الإنجليزية)
- داركو لازوفيتش على موقع Soccerway.com (الإنجليزية)
- داركو لازوفيتش على موقع عالم كرة القدم.نت (الإنجليزية)
- داركو لازوفيتش على موقع AS.com (الإسبانية)